# 波士顿-爱迪生历史区
波士顿-爱迪生历史社区是位于密歇根州底特律的一个街区。它由建在西波士顿大道、芝加哥大道、朗费罗大道和爱迪生大道这四条东西向街道上的900多栋住宅组成，东起伍德沃德大道，西至林伍德大道。它是全国最大的历史住宅区之一。西边是圣心大神学院，东边是雅顿公园东波士顿历史区和至圣圣礼大教堂，南边是阿特金森大道历史区。该地区于1973年被指定为密歇根州历史遗址，并于1975年被列入国家历史名录。

## 简介
许多底特律当地的名人都曾居住在附近。著名居民包括劳工领袖Walter P. Reuther、Rabbi Morris Adler、底特律老虎队的Harry Heilmann、Dizzy Trout、密歇根州最高法院法官Franz C. Kuhn和 Henry Butzel、美国众议员Vincent M. Brennan、密歇根州州长哈里凯利（Harry Kelly）、拳击手Joe Louis、药剂师Sidney Barthwell、国会议员Charles C. Diggs Jr.、国会议员 George D. O'Brien、Motown唱片公司创始人Berry Gordy、底特律老虎队的Willie Horton以及牙医和WCHB广播电台先驱所有者Wendell F. Cox。
该区拥有该市现存最古老的邻里协会，即历史波士顿-爱迪生协会，这个协会成立于1921年。该区于1973年获得密歇根州历史保护办公室、底特律历史区委员会于1974年和1975年国家历史名胜名录。
根据美国历年人口普查数据（包括Atkinson、Clairmount 和 Glynn Court 的周边街道）显示，波士顿-爱迪生既有黑人居民，也有白人居民。这些房屋由来自不同职业和专业的人拥有。这个社区非裔美国人的比例较高，它是非裔美国人社区中少有的中产-富裕社区。

### 历史
现在波士顿-爱迪生社区边界内的土地最初由约翰·R·威廉姆斯（John R. Williams）（他于1822年获得一块地块）和托马斯·帕尔默（Thomas Palmer）（他于1828年和1832年获得三块地块）所有。这四笔最初的赠地在接下来的五十年里从一个所有者转移到另一个所有者，直到它们被乔伊家族、纽伯里家族和爱德华·沃伊特获得。
1891年，沃伊特预见到底特律向北发展，规划了沃伊特公园分区，由伍德沃德和汉密尔顿起的七条东西走向的街道组成：卡尔弗特大道、格林法院、席勒滨海艺术中心、莎士比亚滨海艺术中心、朗费罗大道、爱迪生大道和阿特金森大道。其中四条街道——席勒滨海艺术中心（现为波士顿大道）、莎士比亚滨海艺术中心（现为芝加哥大道）、爱迪生大道和朗费罗大道——形成了波士顿-爱迪生街区。
沃伊特公园分区立即并入底特律市。沃伊特规划了宽敞的土地并设定了建筑限制，从而确立了该社区的独特特征。杜鲁门和约翰·纽伯里继续实现了他的愿景，他们于1913年规划了汉密尔顿和第12街之间的西波士顿大道分区（现称为“罗莎帕克斯大道”）。该分区包括芝加哥西波士顿的地块、朗费罗和爱迪生，以及南部的阿特金森。1915年，亨利·B·乔伊（Henry B. Joy）在第12街和林伍德之间划定了乔伊农场分区。这个细分包括沃伊特最初规划的七条街道上的地块。这两个分区均于1915年并入底特律市。
波士顿-爱迪生历史区的第一批住宅于1905年开始入住，大部分住宅建于1905年至1925年间。该社区的每栋住宅都是独一无二的。所代表的建筑风格包括英国都铎复兴风格、罗马和希腊复兴风格、法国地方复兴风格、殖民复兴风格、意大利文艺复兴风格、草原风格和乡土风格。这些房屋的大小不等，从朴素的两层楼住宅到坐落在广阔土地上的巨大豪宅。虽然房屋风格独特，但沿街景观的房屋在屋顶线、规模、与街道的退缩以及使用的材料（包括石头、砖或木结构）方面通常使用统一的样式。
亨利·福特是波士顿-爱迪生社区最早也是最著名的居民之一。1907年，福特耗资483,253美元在爱迪生街和第二街的拐角处建造了一座砖石和石灰石的意大利文艺复兴时期住宅。福特和他的妻子克拉拉（Clara）第二年搬进了这里，一直住到1915年，他们才搬到他们在迪尔伯恩的庄园费尔巷（Fair Lane）。福特住在波士顿爱迪生期间，他推出的T型车、大规模生产方法和工资价格理论彻底改变了美国工业。亨利·福特在车库上方为儿子埃德塞尔建造了一个机械车间，以支持和鼓励埃德塞尔对汽车设计的兴趣。密歇根州颁发的历史标记碑位于前草坪上，描述了房屋的历史和意义。

## 著名建筑
| 姓名                  | 图像 | 年     | 地点              | 风格           | 建筑师                         | 笔记 |
| --------------------- | ---- | ------ | ----------------- | -------------- | ------------------------------ | --- |
| 沃尔特·O·布里格斯故居 |      | 1915年 | 西波士顿大道700号 | 英式庄园风格   | 奇滕登和科廷                   | 这座房子是为沃尔特·O·布里格斯（Walter O. Briggs）建造的，他是布里格斯制造公司的创始人，该公司是一家车身制造公司，也是底特律老虎队的老板。 这所房子是用浅色的粗石建造的。                                                                |
| 詹姆斯·库曾斯故居     |      | 1910年 | 朗费罗大道610号   | 都铎复兴       | 阿尔伯特·卡恩                  | 这座房子是为詹姆斯·库森斯建造的，他当时是利润丰厚的福特汽车公司的主要股东。离开福特汽车公司后，詹姆斯·库曾斯进入公职，成为底特律市长，后来成为美国参议员。 他的儿子弗兰克·库曾斯（Frank Couzens）也曾担任底特律市长，并住在这所房子里。 |
| 查尔斯·T·费舍尔故居   |      | 1915年 | 西波士顿大道670号 | 都铎复兴       | 乔治·D·梅森                    | 这座房子是为费舍尔车身公司总裁查尔斯·T·费舍尔建造的。它是波士顿-爱迪生历史区最大的房屋，面积18,000平方英尺（1,700平方） 。 |
| 亨利·福特故居         |      | 1908年 | 爱迪生大道140号   | 意大利文艺复兴 | 马尔科姆森、希金博顿和克莱门特 | 这座房子是为亨利·福特和他的妻子克拉拉建造的，同年T型车在附近的福特皮格特大道工厂投入生产。福特夫妇一直住在这里，直到1914年他们位于迪尔伯恩的Fair Lane庄园竣工为止。密歇根州历史标记放置在这座房子的前面。                               |
| 贝里·戈迪之家         |      | 1917年 | 西波士顿大道918号 | 意大利文艺复兴 |                                | 这座拥有10,500 sq ft（980 m2）住宅的建筑最初于1917年为丹麦商人内尔斯·迈克尔逊（Nels Michelson）建造，他靠木材和房地产发家致富。 。这座豪宅于1967年被摩城唱片公司(Motown Records)创始人贝里·戈迪购买。它也被称为摩城大厦。               |
| SS克雷斯吉楼          |      | 1914年 | 西波士顿大道70号  | 地中海别墅     | 米德和汉密尔顿                 | 这座房子是为凯马特前身SS Kresge公司的创始人塞巴斯蒂安·S·克雷斯吉（Sebastian S. Kresge）建造的。灰泥房子坐落在波士顿-爱迪生附近最大的地块上。                                                                                            |
| 本杰明·西格尔故居     |      | 1914年 | 西波士顿大道150号 | 意大利文艺复兴 | 阿尔伯特·卡恩                  | 这座房子是为一家大型女装店的创始人本杰明·西格尔建造的。它完全由石灰石建造，保持严格的对称感。 |